# Cantone di Le Croisic
Il Cantone di Le Croisic era una divisione amministrativa dell'arrondissement di Saint-Nazaire.
È stato soppresso a seguito della riforma complessiva dei cantoni del 2014, che è entrata in vigore con le elezioni dipartimentali del 2015.
Comprendeva i comuni di:
- Batz-sur-Mer
- Le Croisic
- Le Pouliguen